# 八戸城
八戸城（はちのへじょう）は、青森県八戸市にあった日本の城（平山城）。

## 概要
八戸城は、現在の八戸市内丸に位置し、根城（八戸）南部氏が拠点としていた八戸根城とは全く別個の城郭である。
南部師行が八戸根城を築くのとほぼ同時に根城南部氏2代政長の三男・信助が根城の支城として築いたのが始まりとされ、築城時期・館の位置･規模については不明である。その後、この一族は中館（なかだて）氏を名乗り、居城は中館と呼ばれた。八戸は津軽領と接する要衝であったことから、南部利直は、寛永 4年（1627年）に根城（八戸）南部氏が遠野へ移封されると、中館氏もこれに従い、八戸は南部（盛岡）藩の直轄地として代官支配によって整備を行っていった。
八戸藩が分立されると、初代藩主である直好は諱を直房と改め、新たに居城を築くことなく、三八城山に既にあった盛岡藩時代の建物を引き継いで、館を修築して八戸城として使い、家臣団の編成と城下町の整備に取り組んだ。
城郭は本丸と二の丸から構成される。現在は跡地に三八城神社、三八城公園がある。

## 歴史
- 寛永4年（1627年） - 八戸城築城。
- 寛文4年（1664年） - 八戸藩成立により藩庁が置かれる。
- 寛文5年（1665年） - 二の丸に馬屋が設けられる。
- 文政10年（1827年） - 南部信真より新御殿の普請が命じられる。
- 文政11年（1828年） - 古御殿の解体工事が行われる。
- 文政12年（1829年） - 新御殿が竣工。二の丸に文武学校が新築される。
- 天保9年（1838年） - 沿岸警備の功が認められ、幕府によって藩主が城主格になり、公式に城と称される。
- 明治4年（1871年） - 廃藩置県により廃城。
- 明治7年（1871年） - 跡地に三八城神社が創建される。
- 昭和8年（1933年） - 道路建設のため、内堀が埋め立てられる。
- 平成6年（1994年） - 三八城公園内で発掘調査が行われる。

## 城内外の構成

### 本丸
規模は東西約150メートル・南北200メートル。
現在の三八城神社付近に御殿があった。御殿は藩の役所と藩主の執務場所、居間等の奥部分で構成され、文政12年（1829年）に新御殿が建築された時に奥部分が大きく拡張された。
御殿の北側には御花畑、米蔵があり、南側には書院庭、武器の土蔵があった。天守や隅櫓は計画のみで明治維新を迎えるまで建設されることは無かった。

### 二の丸
本丸の東南に位置しており、現在の八戸市内丸二丁目・三丁目付近にあたる。角御屋敷（すみやしき）、学校、馬屋が置かれ、法霊社（現在の龗神社）、八戸藩の祈祷寺であった豊山寺、八幡宮があった。その他藩の家老格の中里家・逸見家・船越家の屋敷があった。
なお、明治維新以降に二の丸の八幡宮にちなんで一帯を「八幡町」と改称されたが、昭和33年（1958年）に再び町名を内丸の名称に戻している。

### 城下町
八戸藩成立以前には既に城の周囲には町が形成されていた。城下の範囲は藩士が増大されるにつれ、徐々に拡大した。西側は当初は廿三日町付近（現在の八戸市廿三日町）が境界線であったが、後に荒町（現在の八戸市荒町）まで広がっている。東側にも足軽屋敷として塩丁（現在の八戸市柏崎付近）などが作られた。
城下町の全体像については「文久改正　八戸御城下略図」（八戸市立図書館蔵）
にその様子が絵図として残されている。
城下町の構成は以下の通りである。
- 武家町 - 内丸（二の丸の項を参照）、堀端丁、常海丁、窪丁、番丁（さらに上番町・中番丁・下番丁に区分される）、馬場丁、堤丁、本徒士丁、徒士丁、稲荷丁、上徒士丁、本鍛冶丁、鳥屋部丁、山伏小路、鷹匠小路、長横丁、岩泉丁、柏崎新丁、下組丁、町組丁、常番丁、上組丁、新組丁。
- 町人町 - 新荒町、荒町、廿三日町、十三日町、櫓横丁、三日町、八日町、十八日町、廿八日町、廿一日町、十一日町、朔日町、六日町、十六日町、廿六日町、寺横丁、大工町、鍛冶丁。

## 遺構
遺構は開発により、一部の建物を除き、土塁や堀跡が部分的に残されているのみとなっている。
- 八戸城角御殿表門 - 青森県重宝。「古桜門」とも言われ、現在は南部会館の表門となっている。昭和53年（1978年）積雪により倒壊したため、修理が行われた。その際に小さな毘沙門天像が発見される。

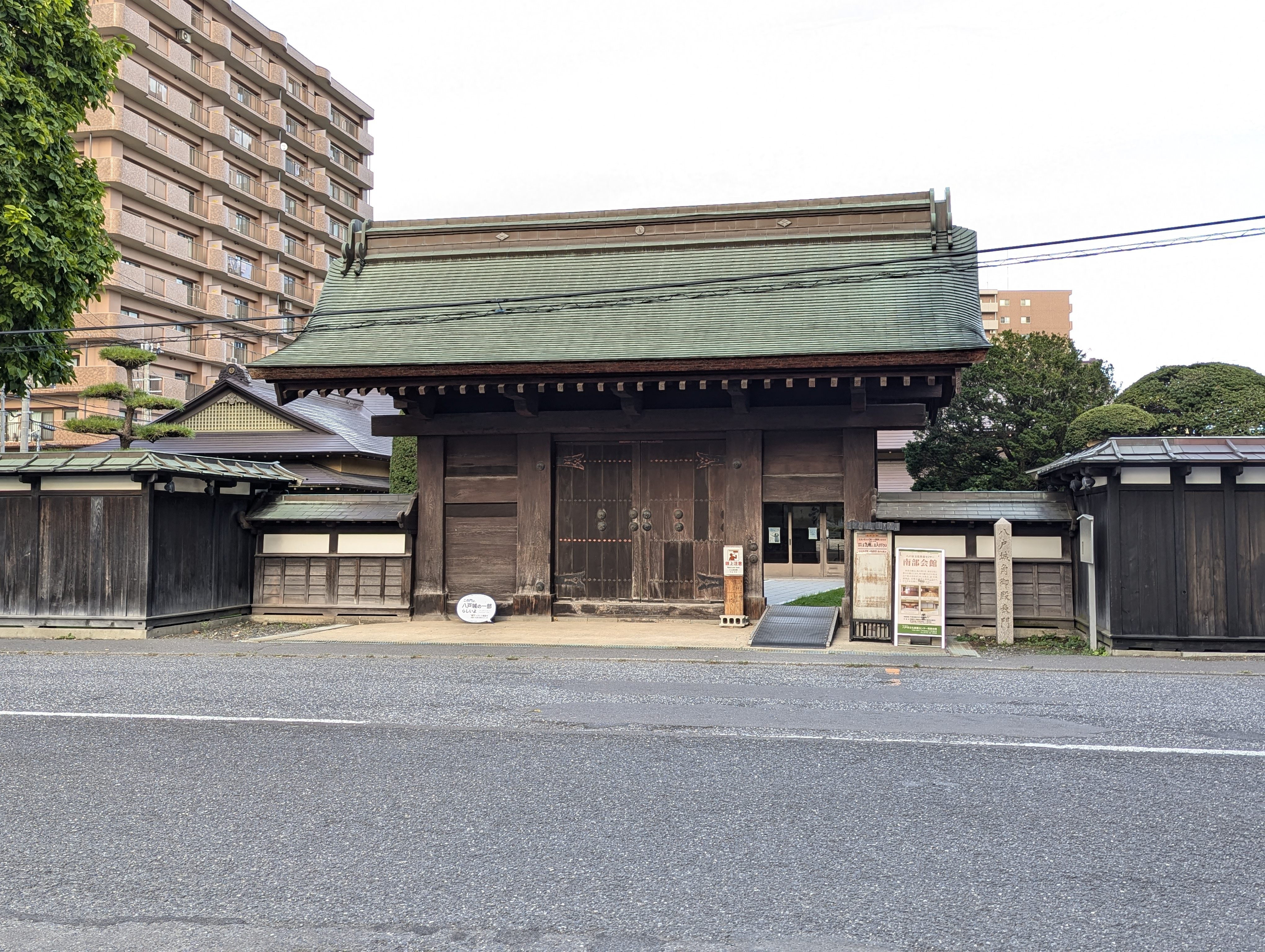
角御殿表門（現・南部会館表門）(2024年8月)

- 旧八戸城東門 - 八戸市指定文化財。安政8年（1859年）に台風で倒れ、八戸藩の家老に払い下げられたのを機に、根城（現在の八戸市根城）に移築。現在は八戸市根城史跡の広場の入り口となっている。

1874年（明治7年）、城内の物見櫓を堀端町に移築し八戸書籍縦覧所（現在の八戸市立図書館の前身）を開設。八戸城の御殿については、復元模型が八戸市博物館に展示されている。城下町については、大正13年（1924年）の八戸大火や都市開発によりその面影を残すものは皆無ではあるが、八戸市中心街の道路の形状は城下町の道路の大部分を継承している。一方で、軟弱地盤である掘割や溜池を利用して造られた道路も存在する。